# Douzième circonscription des Yvelines
La douzième circonscription des Yvelines est l'une des 12 circonscriptions législatives françaises que compte le département des Yvelines (78) situé en région Île-de-France.

## Description géographique et démographique

Cantons et communes de la 12e circonscription législative des Yvelines de 1988 à 2012.
Cantons et communes de la 12e circonscription législative des Yvelines en 2012.

### Composition de la circonscription de 1988 à 2012
La douzième circonscription des Yvelines est délimitée par le découpage électoral de la loi n° 86-1197 du 24 novembre 1986, elle regroupe les divisions administratives suivantes:
- Canton de Plaisir
- Canton de Poissy-Nord
- Canton de Poissy-Sud

D'après le recensement général de la population en 1999, réalisé par l'Institut national de la statistique et des études économiques (INSEE), la population de cette circonscription est estimée à 114 335 habitants et la population active était de 56 926 personnes,.

### Composition de la circonscription à compter de 2012
Lors du nouveau découpage électoral de 2010, la circonscription est redéfinie de la manière suivante.
Quatre communes sont détachées :
- Carrières-sous-Poissy, Médan et Villennes-sur-Seine, du canton de Poissy-Nord, sont transférées à la 6e circonscription
- Les Clayes-sous-Bois, du Canton de Plaisir, sont transférés à la 3e circonscription

Quinze communes sont rattachées :
- La moitié nord du canton de Montfort-l'Amaury est transférée de la 10e circonscription

La 12e circonscription regroupe dès lors 23 communes :
- Du canton de Montfort-l'Amaury : Auteuil, Autouillet, Beynes, Boissy-sans-Avoir, Flexanville, Goupillières, Marcq, Neauphle-le-Château, Neauphle-le-Vieux, Saint-Germain-de-la-Grange, Saulx-Marchais, Thoiry, Vicq, Villiers-le-Mahieu et Villiers-Saint-Frédéric
- Du canton de Plaisir : Plaisir et Thiverval-Grignon
- Du canton de Poissy-Nord : la fraction de Poissy qui lui est rattachée
- Du canton de Poissy-Sud : Crespières, Davron, Les Alluets-le-Roi, Morainvilliers, Orgeval et la fraction de Poissy qui lui est rattachée

D'après les chiffres du recensement de 2008, la circonscription était alors peuplée de 103 111 habitants.

## Historique des députations
| Législature | Début de mandat | Fin de mandat   | Député               | Parti politique | Observations |
| ----------- | --------------- | --------------- | -------------------- | --------------- | --- |
| IXe         | 23 juin 1988    | 1er avril 1993  | Jacques Masdeu-Arus  | RPR             | Maire de Poissy |
| Xe          | 2 avril 1993    | 21 avril 1997   | Jacques Masdeu-Arus  | RPR             | Maire de Poissy Mandat écourté à la suite d'une dissolution parlementaire décidée par Jacques Chirac. |
| XIe         | 12 juin 1997    | 18 juin 2002    | Jacques Masdeu-Arus  | RPR             | Maire de Poissy |
| XIIe        | 19 juin 2002    | 19 juin 2007    | Jacques Masdeu-Arus  | UMP             | Maire de Poissy |
| XIIIe       | 20 juin 2007    | 6 août 2009     | Jacques Masdeu-Arus, | UMP,            | Jacques Masdeu-Arus, maire de Poissy jusqu'au 16 mars 2008, est déchu de son mandat de député le 6 août 2009 par le Conseil constitutionnel. David Douillet est élu député le 18 octobre 2009. Il laisse son mandat le 29 juillet 2011 après sa nomination comme Secrétaire d'État chargé des Français de l'étranger, puis comme ministre des Sports le 26 septembre 2011. Joël Regnault, son suppléant, maire de Plaisir, lui succède le 30 juillet 2011. |
| XIIIe       | 18 octobre 2009 | 29 juillet 2011 | David Douillet,      | UMP,            | Jacques Masdeu-Arus, maire de Poissy jusqu'au 16 mars 2008, est déchu de son mandat de député le 6 août 2009 par le Conseil constitutionnel. David Douillet est élu député le 18 octobre 2009. Il laisse son mandat le 29 juillet 2011 après sa nomination comme Secrétaire d'État chargé des Français de l'étranger, puis comme ministre des Sports le 26 septembre 2011. Joël Regnault, son suppléant, maire de Plaisir, lui succède le 30 juillet 2011. |
| XIIIe       | 30 juillet 2011 | 19 juin 2012    | Joël Regnault,       | UMP,            | Jacques Masdeu-Arus, maire de Poissy jusqu'au 16 mars 2008, est déchu de son mandat de député le 6 août 2009 par le Conseil constitutionnel. David Douillet est élu député le 18 octobre 2009. Il laisse son mandat le 29 juillet 2011 après sa nomination comme Secrétaire d'État chargé des Français de l'étranger, puis comme ministre des Sports le 26 septembre 2011. Joël Regnault, son suppléant, maire de Plaisir, lui succède le 30 juillet 2011. |
| XIVe        | 20 juin 2012    | 20 juin 2017    | David Douillet       | UMP             | |
| XVe         | 21 juin 2017    | 21 juin 2022    | Florence Granjus     | LREM            | |
| XVIe        | 22 juin 2022    | 9 juin 2024     | Karl Olive           | RE              | Mandat écourté à la suite d'une dissolution parlementaire décidée par Emmanuel Macron. |

## Historique des élections

### Élections de 1988
| Candidat       | Candidat                          | Parti          | Premier tour | Premier tour | Second tour | Second tour |  |
| Candidat       | Candidat                          | Parti          | Voix         | %            | Voix        | %           |  |
| -------------- | --------------------------------- | -------------- | ------------ | ------------ | ----------- | ----------- |  |
|                | Jacques Masdeu-Arus sortant réélu | RPR (URC)      | 15 023       | 41,82        | 19 644      | 50,45       |  |
|                | Martine Frachon sortante          | PS             | 12 976       | 36,13        | 19 295      | 49,55       |  |
|                | Michel Currat                     | FN             | 4 038        | 11,24        |             |             |  |
|                | Janine Thomas-Florès              | PCF            | 3 532        | 9,83         |             |             |  |
|                | Philippe Cadoux                   | POE            | 350          | 0,97         |             |             |  |
|                |                                   |                |              |              |             |             |  |
| Inscrits       | Inscrits                          | Inscrits       | 57 886       | 100,00       | 57 849      | 100,00      |  |
| Abstentions    | Abstentions                       | Abstentions    | 21 433       | 37,03        | 18 114      | 31,31       |  |
| Votants        | Votants                           | Votants        | 36 453       | 62,97        | 39 735      | 68,69       |  |
| Blancs et nuls | Blancs et nuls                    | Blancs et nuls | 534          | 1,46         | 796         | 2           |  |
| Exprimés       | Exprimés                          | Exprimés       | 35 919       | 98,54        | 38 939      | 98          |  |

Le suppléant de Jacques Masdeu-Arus était Dominique Paumier, conseiller général UDF du canton de Plaisir.

### Élections de 1993
| Candidat       | Candidat                          | Parti                      | Premier tour | Premier tour | Second tour | Second tour |  |
| Candidat       | Candidat                          | Parti                      | Voix         | %            | Voix        | %           |  |
| -------------- | --------------------------------- | -------------------------- | ------------ | ------------ | ----------- | ----------- |  |
|                | Jacques Masdeu-Arus sortant réélu | RPR (UPF)                  | 18 447       | 44,57        | 23 899      | 60,71       |  |
|                | Marie-Annick Trentarossi          | PS (ADFP)                  | 6 383        | 15,42        | 15 467      | 39,29       |  |
|                | Jean-Claude Varanne               | FN                         | 5 799        | 14,01        |             |             |  |
|                | Sylvain Dandonneau                | Les Verts (EÉ)             | 4 036        | 9,75         |             |             |  |
|                | Janine Thomas-Florès              | PCF                        | 2 978        | 7,2          |             |             |  |
|                | Élisabeth Louvet                  | LT-LNÉ                     | 1 654        | 4            |             |             |  |
|                | Gilbert Debrosse                  | RDRP                       | 801          | 1,94         |             |             |  |
|                | Élie Abadie                       | LO                         | 676          | 1,63         |             |             |  |
|                | Philippe Pivan                    | Divers gauche (Maj. prés.) | 615          | 1,49         |             |             |  |
|                |                                   |                            |              |              |             |             |  |
| Inscrits       | Inscrits                          | Inscrits                   | 62 254       | 100,00       | 62 251      | 100,00      |  |
| Abstentions    | Abstentions                       | Abstentions                | 19 084       | 30,66        | 20 005      | 32,14       |  |
| Votants        | Votants                           | Votants                    | 43 170       | 69,34        | 42 246      | 67,86       |  |
| Blancs et nuls | Blancs et nuls                    | Blancs et nuls             | 1 781        | 4,13         | 2 880       | 6,82        |  |
| Exprimés       | Exprimés                          | Exprimés                   | 41 389       | 95,87        | 39 366      | 93,18       |  |

Le suppléant de Jacques Masdeu-Arus était Dominique Paumier.

### Élections de 1997
| Candidat       | Candidat                          | Parti             | Premier tour | Premier tour | Second tour | Second tour |  |
| Candidat       | Candidat                          | Parti             | Voix         | %            | Voix        | %           |  |
| -------------- | --------------------------------- | ----------------- | ------------ | ------------ | ----------- | ----------- |  |
|                | Jacques Masdeu-Arus sortant réélu | RPR               | 13 913       | 33,92        | 23 205      | 54,14       |  |
|                | Marie-France Ladet                | PS                | 8 704        | 21,22        | 19 658      | 45,86       |  |
|                | Jean-Claude Varanne               | FN                | 6 466        | 15,77        |             |             |  |
|                | Janine Thomas-Florès              | PCF               | 3 791        | 9,24         |             |             |  |
|                | Alain Dorange                     | Les Verts         | 2 303        | 5,62         |             |             |  |
|                | Christophe Bellenge               | LDI (MPF)         | 1 200        | 2,93         |             |             |  |
|                | Éléonore Gabarain                 | GÉ                | 1 079        | 2,63         |             |             |  |
|                | Élie Abadie                       | LO                | 1 034        | 2,52         |             |             |  |
|                | Jean-Jacques Mercier              | Divers            | 892          | 2,17         |             |             |  |
|                | Frédéric Poutet                   | US4J              | 588          | 1,43         |             |             |  |
|                | Bernard Huet                      | Divers écologiste | 496          | 1,21         |             |             |  |
|                | Joao Dos Santos Silva             | MDC               | 290          | 0,71         |             |             |  |
|                | Sylvie Carreau                    | Extrême droite    | 223          | 0,54         |             |             |  |
|                | Claude Lobjoit                    | Divers droite     | 35           | 0,09         |             |             |  |
|                |                                   |                   |              |              |             |             |  |
| Inscrits       | Inscrits                          | Inscrits          | 64 556       | 100,00       | 64 552      | 100,00      |  |
| Abstentions    | Abstentions                       | Abstentions       | 21 923       | 33,96        | 19 230      | 29,79       |  |
| Votants        | Votants                           | Votants           | 42 633       | 66,04        | 45 322      | 70,21       |  |
| Blancs et nuls | Blancs et nuls                    | Blancs et nuls    | 1 619        | 3,8          | 2 459       | 5,43        |  |
| Exprimés       | Exprimés                          | Exprimés          | 41 014       | 96,2         | 42 863      | 94,57       |  |

Le suppléant de Jacques Masdeu-Arus était Dominique Paumier.

### Élections de 2002
| Candidat       | Candidat                          | Parti             | Premier tour | Premier tour | Second tour | Second tour |  |
| Candidat       | Candidat                          | Parti             | Voix         | %            | Voix        | %           |  |
| -------------- | --------------------------------- | ----------------- | ------------ | ------------ | ----------- | ----------- |  |
|                | Jacques Masdeu-Arus sortant réélu | UMP               | 20 483       | 48,69        | 23 014      | 60,74       |  |
|                | Alain Dorange                     | Les Verts         | 12 048       | 28,64        | 14 876      | 39,26       |  |
|                | Jean-Louis Renault                | FN                | 4 222        | 10,04        |             |             |  |
|                | Gérard Sénevat                    | PCF               | 1 245        | 2,96         |             |             |  |
|                | Hervé Poggi                       | Divers écologiste | 1 022        | 2,43         |             |             |  |
|                | Claude Arnulf                     | Pôle républicain  | 818          | 1,94         |             |             |  |
|                | Alexandra Anselme                 | MPF               | 695          | 1,65         |             |             |  |
|                | Paulette Delpont                  | LO                | 534          | 1,27         |             |             |  |
|                | Michel Mosnier                    | MNR               | 481          | 1,14         |             |             |  |
|                | Pierre Barki                      | Divers            | 333          | 0,79         |             |             |  |
|                | François Guérin                   | CPNT              | 187          | 0,44         |             |             |  |
|                | Marc Rubado                       | GÉ                | 0            | 0            |             |             |  |
|                |                                   |                   |              |              |             |             |  |
| Inscrits       | Inscrits                          | Inscrits          | 65 712       | 100,00       | 65 707      | 100,00      |  |
| Abstentions    | Abstentions                       | Abstentions       | 23 017       | 35,03        | 26 682      | 40,61       |  |
| Votants        | Votants                           | Votants           | 42 695       | 64,97        | 39 025      | 59,39       |  |
| Blancs et nuls | Blancs et nuls                    | Blancs et nuls    | 627          | 1,47         | 1 135       | 2,91        |  |
| Exprimés       | Exprimés                          | Exprimés          | 42 068       | 98,53        | 37 890      | 97,09       |  |

La suppléante de Jacques Masdeu-Arus était Véronique Coté-Millard, administratrice, maire des Clayes-sous-Bois.

### Élections de 2007
| Candidat       | Candidat                          | Parti          | Premier tour | Premier tour | Second tour | Second tour |  |
| Candidat       | Candidat                          | Parti          | Voix         | %            | Voix        | %           |  |
| -------------- | --------------------------------- | -------------- | ------------ | ------------ | ----------- | ----------- |  |
|                | Jacques Masdeu-Arus sortant réélu | UMP            | 17 362       | 41,91        | 19 321      | 52,32       |  |
|                | Eddie Aït                         | PRG            | 8 933        | 21,56        | 17 610      | 47,68       |  |
|                | Richard Bertrand                  | UDF–MoDem      | 5 234        | 12,63        |             |             |  |
|                | Karine Puech                      | FN             | 1 580        | 3,81         |             |             |  |
|                | Élisabeth Kleiber                 | Les Verts      | 1 429        | 3,45         |             |             |  |
|                | Bernard Biron                     | NC             | 1 400        | 3,38         |             |             |  |
|                | Lydia Chenal                      | MPF            | 1 159        | 2,8          |             |             |  |
|                | Hegera Ben Salah                  | PCF            | 833          | 2,01         |             |             |  |
|                | Bernard Huet                      | Divers droite  | 712          | 1,72         |             |             |  |
|                | Celia Gabry                       | LT-LNÉ         | 590          | 1,42         |             |             |  |
|                | Nadia Betto                       | MPF            | 580          | 1,4          |             |             |  |
|                | Caroline Nezonde                  | Divers         | 360          | 0,87         |             |             |  |
|                | Paulette Delpont                  | LO             | 343          | 0,83         |             |             |  |
|                | Daniel Debus                      | DLR            | 304          | 0,73         |             |             |  |
|                | Claude Gounelle                   | COM            | 272          | 0,66         |             |             |  |
|                | Emmanuel Norbert-Couade           | MNR            | 213          | 0,51         |             |             |  |
|                | Salah Anouar                      | Divers         | 124          | 0,3          |             |             |  |
|                | Maxime Legrand                    | Divers         | 1            | 0            |             |             |  |
|                |                                   |                |              |              |             |             |  |
| Inscrits       | Inscrits                          | Inscrits       | 71 603       | 100,00       | 71 604      | 100,00      |  |
| Abstentions    | Abstentions                       | Abstentions    | 29 391       | 41,05        | 32 797      | 45,8        |  |
| Votants        | Votants                           | Votants        | 42 212       | 58,95        | 38 807      | 54,2        |  |
| Blancs et nuls | Blancs et nuls                    | Blancs et nuls | 783          | 1,85         | 1 876       | 4,83        |  |
| Exprimés       | Exprimés                          | Exprimés       | 41 429       | 98,15        | 36 931      | 95,17       |  |

### Élection législative partielle de 2009
| Candidat       | Candidat            | Parti          | Premier tour | Premier tour | Second tour | Second tour |  |
| Candidat       | Candidat            | Parti          | Voix         | %            | Voix        | %           |  |
| -------------- | ------------------- | -------------- | ------------ | ------------ | ----------- | ----------- |  |
|                | David Douillet élu  | UMP            | 9 373        | 44,19        | 12 203      | 52,10       |  |
|                | Frédérik Bernard    | PS             | 4 638        | 21,87        | 11 218      | 47,90       |  |
|                | Alain Lipietz       | Les Verts      | 3 144        | 14,82        |             |             |  |
|                | Richard Bertrand    | MoDem          | 1 643        | 7,75         |             |             |  |
|                | François Delapierre | FG (PCF)       | 1 032        | 4,87         |             |             |  |
|                | Christophe Le Hot   | PDF            | 681          | 3,21         |             |             |  |
|                | Philippe Gautry     | Divers droite  | 432          | 2,04         |             |             |  |
|                | Bernard Huet        | Divers droite  | 266          | 1,25         |             |             |  |
|                |                     |                |              |              |             |             |  |
| Inscrits       | Inscrits            | Inscrits       | 71 732       | 100,00       | 71 732      | 100,00      |  |
| Abstentions    | Abstentions         | Abstentions    | 50 116       | 69,87        | 47 557      | 66,3        |  |
| Votants        | Votants             | Votants        | 21 616       | 30,13        | 24 175      | 33,7        |  |
| Blancs et nuls | Blancs et nuls      | Blancs et nuls | 407          | 1,88         | 754         | 3,12        |  |
| Exprimés       | Exprimés            | Exprimés       | 21 209       | 98,12        | 23 421      | 96,88       |  |

Joël Regnault, suppléant de David Douillet, nommé membre du gouvernement, le remplace du 30 juillet 2011 au 16 juin 2012.

### Élection législative de 2012
| Candidat       | Candidat                     | Parti          | Premier tour | Premier tour | Second tour | Second tour |  |
| Candidat       | Candidat                     | Parti          | Voix         | %            | Voix        | %           |  |
| -------------- | ---------------------------- | -------------- | ------------ | ------------ | ----------- | ----------- |  |
|                | David Douillet sortant réélu | UMP            | 16 244       | 41,69        | 20 719      | 54,59       |  |
|                | Frédérik Bernard             | PS             | 13 240       | 33,98        | 17 237      | 45,41       |  |
|                | Bernard Huet                 | FN             | 3 885        | 9,97         |             |             |  |
|                | Sophie Renard                | EÉLV           | 2 220        | 5,70         |             |             |  |
|                | Michèle Valladon             | FG (PCF)       | 1 666        | 4,28         |             |             |  |
|                | Florence Bernard             | DLR            | 608          | 1,56         |             |             |  |
|                | Isabelle Fournière           | MHAN           | 496          | 1,27         |             |             |  |
|                | Pascale Gautheret            | PCD            | 357          | 0,92         |             |             |  |
|                | Frédéric Hemery              | LO             | 130          | 0,33         |             |             |  |
|                | Raphaëlle Le Goff            | NPA            | 110          | 0,28         |             |             |  |
|                | Jean-Patrick Abelsohn        | Divers         | 5            | 0,01         |             |             |  |
|                | Pierre Meurin                | MPF            | 2            | 0,01         |             |             |  |
|                |                              |                |              |              |             |             |  |
| Inscrits       | Inscrits                     | Inscrits       | 66 393       | 100,00       | 66 387      | 100,00      |  |
| Abstentions    | Abstentions                  | Abstentions    | 26 958       | 40,6         | 27 335      | 41,18       |  |
| Votants        | Votants                      | Votants        | 39 435       | 59,4         | 39 052      | 58,82       |  |
| Blancs et nuls | Blancs et nuls               | Blancs et nuls | 472          | 1,2          | 1 096       | 2,81        |  |
| Exprimés       | Exprimés                     | Exprimés       | 38 963       | 98,8         | 37 956      | 97,19       |  |

### Élection législative de 2017

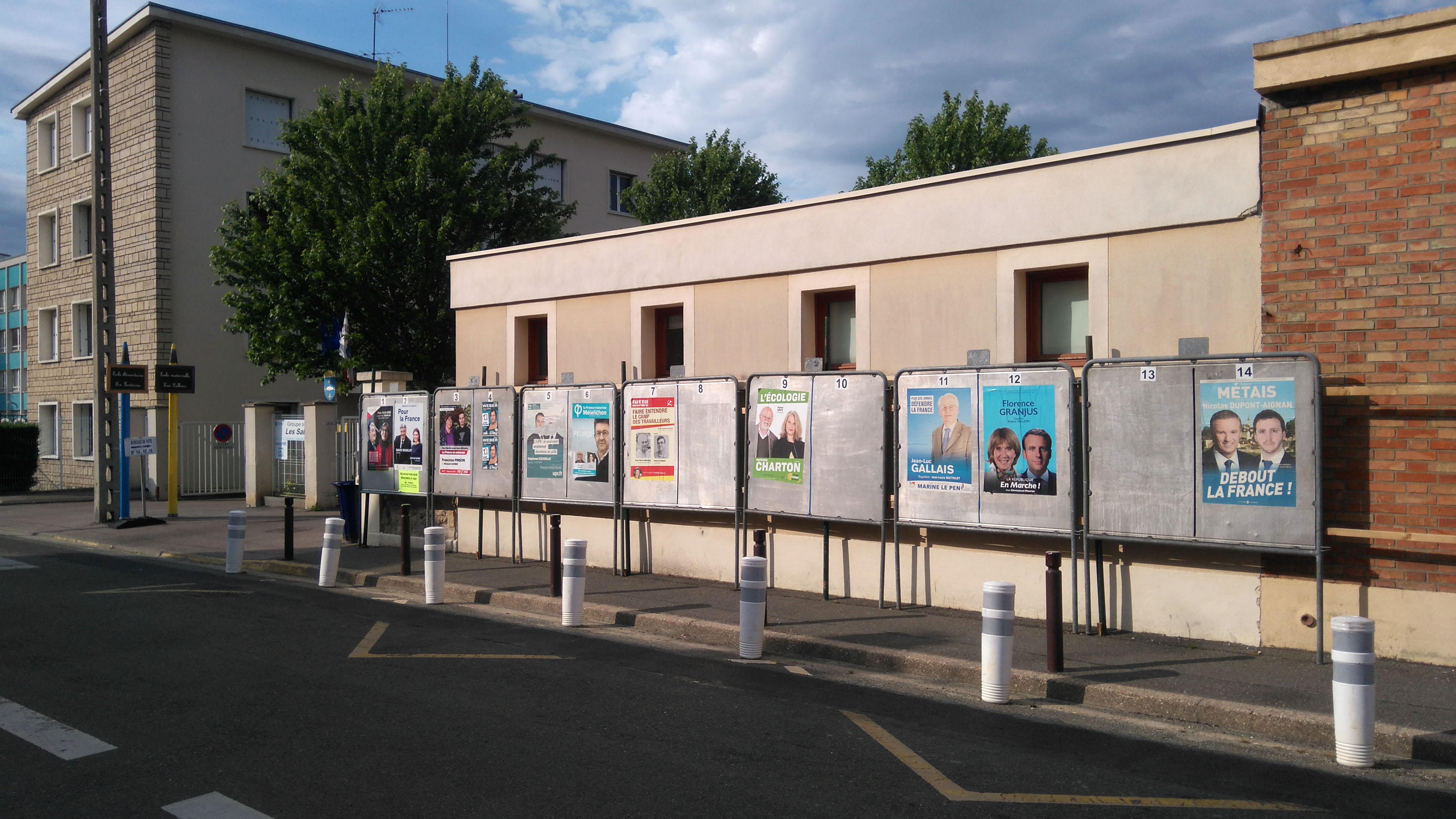
Affiches au premier tour des élections législatives dans la 12e circonscription des Yvelines en 2017.

|                                                                           |                                                                                         |                           |                           |                          |                          |
|                                                                           |                                                                                         | Premier tour 11 juin 2017 | Premier tour 11 juin 2017 | Second tour 18 juin 2017 | Second tour 18 juin 2017 |
|                                                                           |                                                                                         |                           |                           |                          |                          |
|                                                                           |                                                                                         | Nombre                    | % des inscrits            | Nombre                   | % des inscrits           |
| Inscrits                                                                  | Inscrits                                                                                | 69 005                    | 100,00                    | 69 005                   | 100,00                   |
| Abstentions                                                               | Abstentions                                                                             | 32 832                    | 47,58                     | 37 485                   | 54,32                    |
| Votants                                                                   | Votants                                                                                 | 36 173                    | 52,42                     | 31 520                   | 45,68                    |
|                                                                           |                                                                                         |                           | % des votants             |                          | % des votants            |
| Bulletins blancs                                                          | Bulletins blancs                                                                        | 358                       | 0,99                      | 1 873                    | 5,94                     |
| Bulletins nuls                                                            | Bulletins nuls                                                                          | 112                       | 0,31                      | 538                      | 1,71                     |
| Suffrages exprimés                                                        | Suffrages exprimés                                                                      | 35 703                    | 98,70                     | 29 109                   | 92,35                    |
|                                                                           |                                                                                         |                           |                           |                          |                          |
| Candidat Étiquette politique (partis et alliances)                        | Candidat Étiquette politique (partis et alliances)                                      | Voix                      | % des exprimés            | Voix                     | % des exprimés           |
|                                                                           |                                                                                         |                           |                           |                          |                          |
|                                                                           | Florence Granjus La République en marche                                                | 14 835                    | 41,55                     | 16 484                   | 56,63                    |
|                                                                           | David Douillet (député sortant) Les Républicains (Union des démocrates et indépendants) | 9 744                     | 27,29                     | 12 625                   | 43,37                    |
|                                                                           | Antoine Baro La France insoumise                                                        | 3 536                     | 9,90                      |                          |                          |
|                                                                           | Jean-Luc Gallais Front national                                                         | 2 266                     | 6,35                      |                          |                          |
|                                                                           | Marie-Noëlle Bas Parti socialiste                                                       | 1 731                     | 4,85                      |                          |                          |
|                                                                           | Patricia Charton Europe Écologie Les Verts                                              | 1 043                     | 2,92                      |                          |                          |
|                                                                           | Fabien Métais Debout la France                                                          | 732                       | 2,05                      |                          |                          |
|                                                                           | Isabelle Fournière Écologiste (Confédération pour l'homme, l'animal et la planète)      | 626                       | 1,75                      |                          |                          |
|                                                                           | Françoise Pinson Parti communiste français                                              | 388                       | 1,09                      |                          |                          |
|                                                                           | Danielle Weber Extrême droite (Parti de la France)                                      | 277                       | 0,78                      |                          |                          |
|                                                                           | Stéphane Roussillo Divers (Union populaire républicaine)                                | 256                       | 0,72                      |                          |                          |
|                                                                           | Jean-Pierre Mercier Lutte ouvrière                                                      | 216                       | 0,60                      |                          |                          |
|                                                                           | Florian Gracy Écologiste (Mouvement 100 %)                                              | 52                        | 0,15                      |                          |                          |
|                                                                           | Marion Mouyon Divers droite                                                             | 1                         | 0,00                      |                          |                          |
| Source : Ministère de l'Intérieur - Douzième circonscription des Yvelines |                                                                                         |                           |                           |                          |                          |

### Élections de 2022
Les élections législatives françaises de 2022 ont eu lieu les dimanches 12 et 19 juin 2022.
|                                                    |                                                             |                           |                           |                          |                          |
|                                                    |                                                             | Premier tour 12 juin 2022 | Premier tour 12 juin 2022 | Second tour 19 juin 2022 | Second tour 19 juin 2022 |
|                                                    |                                                             |                           |                           |                          |                          |
|                                                    |                                                             | Nombre                    | % des inscrits            | Nombre                   | % des inscrits           |
| Inscrits                                           | Inscrits                                                    | 71 167                    | 100                       | 71 168                   | 100                      |
| Abstentions                                        | Abstentions                                                 | 34 499                    | 48,48                     | 35 436                   | 49,79                    |
| Votants                                            | Votants                                                     | 36 668                    | 51,52                     | 35 732                   | 50,21                    |
|                                                    |                                                             |                           | % des votants             |                          | % des votants            |
| Bulletins blancs                                   | Bulletins blancs                                            | 420                       | 1,15                      | 1694                     | 4,74                     |
| Bulletins nuls                                     | Bulletins nuls                                              | 136                       | 0,19                      | 555                      | 1,55                     |
| Suffrages exprimés                                 | Suffrages exprimés                                          | 36 112                    | 98,48                     | 33 483                   | 93,71                    |
|                                                    |                                                             |                           |                           |                          |                          |
| Candidat Étiquette politique (partis et alliances) | Candidat Étiquette politique (partis et alliances)          | Voix                      | % des exprimés            | Voix                     | % des exprimés           |
|                                                    |                                                             |                           |                           |                          |                          |
|                                                    | Karl Olive Ensemble                                         | 14 028                    | 38,85                     | 20 069                   | 59,94                    |
|                                                    | Edwin Legris Nouvelle Union populaire écologique et sociale | 8 704                     | 24,10                     | 13 414                   | 40,06                    |
|                                                    | Jean-Louis Mettelet Rassemblement national                  | 4 393                     | 12,16                     |                          |                          |
|                                                    | François Moutot Les Républicains                            | 2 700                     | 7,48                      |                          |                          |
|                                                    | Sabine Clément Reconquête                                   | 2 100                     | 5,82                      |                          |                          |
|                                                    | Dimitri Carbonnelle Écologistes                             | 1 445                     | 4,00                      |                          |                          |
|                                                    | Isabelle Fournière Tous unis pour le vivant                 | 1 261                     | 3,49                      |                          |                          |
|                                                    | Mathieu Paranthoën Parti animaliste                         | 608                       | 1,68                      |                          |                          |
|                                                    | Jean-Pierre Mercier Lutte ouvrière                          | 339                       | 0,94                      |                          |                          |
|                                                    | Lamine Boudiaf Union des démocrates musulmans français      | 316                       | 0,88                      |                          |                          |
|                                                    | Jean-Marc Tran Sans étiquette                               | 218                       | 0,60                      |                          |                          |

### Élections de 2024
| Candidat                 | Candidat                 | Parti et coalition       | Nuance                   | Premier tour | Premier tour | Second tour | Second tour |
| Candidat                 | Candidat                 | Parti et coalition       | Nuance                   | Voix         | %            | Voix        | %           |
| ------------------------ | ------------------------ | ------------------------ | ------------------------ | ------------ | ------------ | ----------- | ----------- |
|                          | Karl Olive sortant élu   | RE (ENS)                 | ENS                      | 20 610       | 40,75        | 22 452      | 45,07       |
|                          | Christophe Massiaux      | LÉ (NFP)                 | UG                       | 15 333       | 30,32        | 15 375      | 30,86       |
|                          | Jean-Louis Mettelet      | RN                       | RN                       | 12 585       | 24,88        | 11 993      | 24,07       |
|                          | Bruno Jay                | REC                      | REC                      | 743          | 1,47         |             |             |
|                          | Jean-Pierre Mercier      | LO                       | EXG                      | 537          | 1,06         |             |             |
|                          | Patrick Scieller         | Abst.                    | DIV                      | 400          | 0,79         |             |             |
|                          | Diabé Kamara             | SE                       | DVG                      | 369          | 0,73         |             |             |
|                          |                          |                          |                          |              |              |             |             |
| Suffrages exprimés       | Suffrages exprimés       | Suffrages exprimés       | Suffrages exprimés       | 50 577       | 97,89        | 49 820      | 98,16       |
| Votes blancs             | Votes blancs             | Votes blancs             | Votes blancs             | 820          | 1,59         | 728         | 1,43        |
| Votes nuls               | Votes nuls               | Votes nuls               | Votes nuls               | 268          | 0,52         | 208         | 0,41        |
| Total                    | Total                    | Total                    | Total                    | 51 665       | 100          | 50 756      | 100         |
| Abstention               | Abstention               | Abstention               | Abstention               | 20 675       | 28,58        | 21 597      | 29,85       |
| Inscrits / participation | Inscrits / participation | Inscrits / participation | Inscrits / participation | 72 340       | 71,42        | 72 353      | 70,15       |